# トリプシノーゲン
トリプシノーゲン(Trypsinogen)は、消化酵素であるトリプシンの酵素前駆体である。膵臓で生産され、アミラーゼ、リパーゼ、キモトリプシノーゲンとともに膵液に含まれる。腸壁（腸粘膜）のエンテロペプチダーゼにより切断されて活性型のトリプシンとなる。活性化したトリプシンもトリプシノーゲンをトリプシンに切断し、これは自己活性化（オートアクティベーション）と呼ばれる。トリプシンは、アルギニンやリシン等の塩基性アミノ酸のカルボキシル基側でペプチド結合を切断する。

## 機能
トリプシノーゲンは、トリプシンの酵素前駆体である。不活性型のトリプシノーゲンは膵臓に貯蔵され、タンパク質分解に必要な時に放出される。活性型のトリプシンは膵臓の組織に深刻な損傷を与えうるため、不活性型のトリプシノーゲンとして貯蔵される。トリプシノーゲンは、他の消化酵素とともに、膵管を通って、十二指腸の下行部（第二部）に放出される。

## 活性化
トリプシノーゲンは、エンテロペプチダーゼ（エンテロキナーゼ）により活性化される。エンテロペプチダーゼは、十二指腸粘膜により作られ、15番目のリシンの後で、トリプシノーゲンのペプチド結合を切断する。N末端側のペプチドは破棄され、折り畳まれたタンパク質には若干の再編成が起こる。新しく形成されたN末端（16番残基）は溝に差し込まれ、そこではαアミノ基が活性化部位であるセリン付近のアスパラギン酸とイオン対を形成し、結果として他の残基の配座の再配置が起こる。Gly 193のアミノ基は正確な方向に配向し、活性部位にオキシアニオンホールが完成すると、タンパク質が活性化される。またトリプシンはアルギニンやリシンの後のペプチド結合を切断するため、他のトリプシノーゲンも切断することができ、活性化の過程は自触媒的に進む。

## トリプシノーゲン活性化に対する安全措置
タンパク質を適切な場所だけで活性化させるため、トリプシンは不活性なトリプシノーゲンの形で生産、貯蔵、放出される。未熟なトリプシンの活性化は破壊的なものになりえ、膵臓の自己分解を引き起こす一連の出来事の引き金となる。通常の膵臓では、トリプシノーゲンの約5%が活性化されていると考えられており、そのため、不適切な活性化に対する複数の安全措置がある。トリプシノーゲンは、その膜壁が酵素分解耐性を持つと考えられるチモーゲン顆粒と呼ばれる膵臓の細胞内小胞に貯蔵される。さらに、アプロチニンやSPINK1等の阻害剤が存在し、これらはどちらの形態のトリプシンにも結合する。トリプシンの自己触媒的活性化は、トリプシノーゲンのN末端の保存されたヘキサペプチドに大きな負電荷が存在し、基質結合ポケット背後のアスパラギン酸と反発するため、反応はゆっくりと進む。トリプシンは、切断により他のトリプシンを不活化しうる。

## 血漿トリプシノーゲン
血漿トリプシノーゲンは、血液検査により測定できる。急性膵炎や嚢胞性線維症の場合は高濃度で観測される。

## アイソフォーム
ヒト膵液中には、3つのアイソフォームが見られる。カチオン型（トリプシン-1）、アニオン型（トリプシン-2）、メソ型（トリプシン-3）の3種類で、膵臓の分泌タンパク質全体の各々23.1%、16%、0.5%を占める。他の臓器では、他の型のトリプシノーゲンが見られる。

## 病気
膵臓内でトリプシノーゲンの不適切な活性化が生じると、膵炎につながる。いくつかの種類の膵炎がトリプシノーゲンの突然変異と関係している。トリプシン-1におけるトリプシン感受性部位のArg 117の突然変異は、早期発症型の遺伝病である遺伝性膵炎に関与している。Arg 117は、膵臓内で活性型になってしまった場合にこれを不活化させるフェールセーフ機能であると考えられており、この切断部位を失うと、自己消化を制御できなくなり、膵炎を発症する。膵炎に関連する他の突然変異も見つかっている。